# 马克斯·冯·巴兰德
马克西米利安·奥古斯特·西皮奥·冯·巴兰德（德語：Maximilian August Scipio von Brandt，1835年10月8日—1920年8月24日），是德国的外交官、东亚问题的专家，曾担任驻清朝公使。